# カタリーナ・フォン・ブランデンブルク＝キュストリン
カタリーナ・フォン・ブランデンブルク＝キュストリン（Katharina von Brandenburg-Küstrin, 1549年8月10日 - 1602年9月30日）は、ブランデンブルク選帝侯ヨアヒム・フリードリヒの最初の妃。選帝侯ヨアヒム1世ネストルの次男であるブランデンブルク＝キュストリン辺境伯ヨハンの次女で、ヨアヒム・フリードリヒの父ヨハン・ゲオルクの従妹にあたる。母はブラウンシュヴァイク＝ヴォルフェンビュッテル公ハインリヒ2世の長女カタリーナ（1518年 - 1574年）である。
1570年1月8日にヨアヒム・フリードリヒと結婚し、11人の子をもうけた。
- ヨハン・ジギスムント（1572年 - 1620年）　ブランデンブルク選帝侯
- アンナ・カタリーナ（1575年 - 1612年）　デンマーク王クリスチャン4世の妃
- 女子（1576年）
- ヨハン・ゲオルク（de, 1577年 - 1624年）　イェーゲルンドルフ（クルノフ）公
- アウグスト（de, 1580年 - 1601年）
- アルベルト・フリードリヒ（de, 1582年 - 1600年）
- ヨアヒム（de, 1583年 - 1600年）
- エルンスト（1583年 - 1613年）
- バルバラ・ゾフィー（de, 1584年 - 1636年）　ヴュルテンベルク公ヨハン・フリードリヒと結婚
- 女子（1585年 - 1586年）
- クリスティアン・ヴィルヘルム（de, 1587年 - 1665年）　マクデブルク大司教

カタリーナの死の翌年の1603年にヨアヒム・フリードリヒは、カタリーナと同じホーエンツォレルン家の同族で息子ヨハン・ジギスムントの妻アンナの妹である、プロイセン公アルブレヒト・フリードリヒの四女エレオノーレと再婚した。